# Політична антропологія
Політична антропологія — напрямок досліджень в соціальній антропології, що займається вивченням політичного процесу та політичних інститутів в традиційних суспільствах. Цей специфічний підхід — також необхідна частина політичної соціології.
Об'єкт політичної антропології — людина в тій або іншій формі, що займається політичною діяльністю. Вона досліджує передумови, умови входження людей в цю сферу соціального життя, її цікавить особовий вимір політичних стосунків, вона прагне встановити «сліди присутності» людини в політиці. Політична антропологія — це наука, яка вивчає людину як «політичну тварину», що діє у всіх політичних організмах, узятих у всій їх культурній, історичній і географічній різноманітності. Як конкретна наука з потужним емпіричним базисом, політична антропологія виникла на рубежі 1930-1940-х років. Виникнення політичної антропології як спеціальної наукової дисципліни зв'язують з виходом в 1940 році 3 класичних праць по африканістиці: двох робіт Е.Еванса-Прічарда, присвячених дослідженню політичного життя нілотських народів («Нуері» і «Політична система ануаков»), а також колективної праці «Політичні системи Африки» (під редакцією Е.Еванса-Прічарда і М.Фортеса). У цих творах досліджувалися конкретні випадки архаїчних суспільств Субсахарської Африки, повністю позбавлених звичних для європейця атрибутів політичної держави: держави з його апаратом примусу, адміністративно-бюрократичої ієрархії. Поряд з Африкою, методи політантропологічних досліджень застосовувалися і у вивченні інших, неафриканських архаїчних суспільств. Можна послатися на роботи британського антрополога А.Гольденвейзера, написані на основі його польових досліджень в Північній Америці, а також на праці Р.Лоуї і В.Маклеуда. Спочатку виходячи за рамки африканістики, політична антропологія предметом свого аналізу вважала не лише політичне управління в архаїчних суспільствах, повністю або частково ізольованих від світових соціоекономічних зв'язків, але і політичну культуру тих традиційних суспільств, які були вже порівняно давно втягнуті в інтернаціональну систему стосунків і схильні до процесу модернізації. У цьому сенсі предметом політичної антропології є динаміка інститутів соціального управління у всіх традиційних суспільствах, що переживають процес модернізації. Методи політичної антропології істотно збагатили сучасну політичну науку, звернувши її увагу на ті аспекти політичного, які виявляються в будь-яких, у тому числі і в сучасних західних суспільствах, але роль яких традиційно недооцінювалася політологами: це всякого роду неінституціонлізовані ситуативні форми політики, її символічні, ігрові форми прояви, які особливо важливі на мікрополітичному рівні (усередині окремих груп і колективів). У радянському суспільствознавстві термін «Політична антропологія» був табуїзований через свою невідповідність офіційному трактуванню політичного як виключно класово-державного. Тому для позначення науки, яка вивчає недержавні політичні стосунки в архаїчних і інших традиційних суспільствах, застосовувався термін «потестарно-політична етнографія».

## Українська політична антропологія
Школа української політичної антропології зародилась на кафедрі політології Київського національного університету імені Тараса Шевченка за участі професора Ф. М. Кирилюка та його учня — В. М. Мельника. Останній став автором монографії під назвою «Нариси з теорії соціокультурної антропології», де два розділи присвячені проблемам теорії і практики політичної антропології. Ця книга була офіційно презентована 21 квітня 2016 року на кафедрі політології КНУ ім. Т. Шевченка в рамках Днів науки філософського факультету-2016.
Мельник Віктор Мирославович — український політолог-міжнародник, юрист, журналіст. Він навчався в інституті міжнародних відносин Вроцлавського університету (Польща) та в Київському національному університеті імені Тараса Шевченка. Проблемами політичної антропології він зацікавився ще в 2012 році і з того періоду намагається оформити цілісну систему української політичної антропології, що, на його думку, може бути досягнуто лише за умов поєднання етнопсихологічної методології із концепцією географічного детермінізму. Віктор Мельник є автором понад 100 наукових статей в галузі політичної і психологічної антропології. У 2016 році в Німеччині, англійською мовою, була опублікована чергова його книга — «Етнополітичні нариси», офіційний реліз якої відбувся 18 березня 2016.
У монографії «Нариси з теорії соціокультурної антропології», а також у статті «Новий погляд на теорію політичної антропології» Віктор Мельник запропонував принципово нове визначення політичної антропології — «це дисципліна соціокультурної антропології, що займається вивченням впливу традицій на становлення політичного світогляду людини, значення традиціоналізму як ідеологічної та психологічної категорії, ролі соціальних факторів у державному будівництві».